# Giải bóng đá trong nhà cúp quốc gia 2019
Giải bóng đá trong nhà cúp quốc gia 2019 (tên gọi chính thức là Giải Futsal HDBank Cúp Quốc gia 2019) là giải futsal do VFF và VOV phối hợp tổ chức lần thứ ba liên tiếp, đây cũng là mùa giải thứ năm của Giải bóng đá trong nhà cúp quốc gia được tổ chức.

## Các đội tham gia
Giải Futsal HDBank Cúp quốc gia 2019 có 10 đội bóng tham dự: Thái Sơn Nam, Sanna Khánh Hòa, Sanvinest Sanatech Khánh Hòa, Kadiachain Sài Gòn FC, Đà Nẵng, Cao Bằng, Quảng Nam, Tân Hiệp Hưng, Thái Sơn Bắc và chủ nhà SHK Nghệ An.
- Giai đoạn I (Vòng loại):

Ở vòng loại, có 5 đội bóng Futsal thi đấu vòng tròn 1 lượt tính điểm. Đội xếp thứ Nhất, thứ Nhì và thứ Ba sẽ tham dự Vòng chung kết. Các đội tham dự vòng loại là Sanna Khánh Hòa, Cao Bằng, Quảng Nam, Tân Hiệp Hưng và Thái Sơn Bắc.
- Giai đoạn II (Vòng chung kết):

Gồm 08 đội, trong đó có 04 đội có thứ hạng cao nhất tại giải Futsal Vô địch Quốc gia HDBank 2019: Thái Sơn Nam, Sanvinest Sanatech Khánh Hòa, Kadiachain Sài Gòn FC, Đà Nẵng; 03 đội vượt qua Vòng loại và đội chủ nhà SHK Nghệ An. Các đội bốc thăm phân cặp thi đấu theo thể thức loại trực tiếp một trận, nếu sau hai hiệp thi đấu chính thức có tỷ số hoà thì sẽ thi đá luân lưu 6m để xác định đội thắng.

## Địa điểm thi đấu
Tất cả các trận đấu từ vòng loại đến vòng chung kết đều diễn ra tại Nhà thi đấu Quân khu 4, Thành phố Vinh, Nghệ An.

## Vòng loại
| Quảng Nam | 0–3      | Thái Sơn Bắc                                   |
| --------- | -------- | ---------------------------------------------- |
|           | Chi tiết | Trần Trung Hiếu 24', 29' · Triệu Xuân Linh 35' |

| Sanna Khánh Hòa     | 1–2      | Tân Hiệp Hưng           |
| ------------------- | -------- | ----------------------- |
| Lê Trung Hiếu 18' · | Chi tiết | Nguyễn Đắc Huy 16', 30' |

| Tân Hiệp Hưng                                                                           | 4–1      | Quảng Nam        |
| --------------------------------------------------------------------------------------- | -------- | ---------------- |
| Nguyễn Phước Quý Sang 3' · Nguyễn Minh Đức 11' · Phạm Tấn Phát 12' · Huỳnh Quốc Tâm 31' | Chi tiết | Trần Gia Huy 20' |

| Thái Sơn Bắc                                                              | 4–1      | Cao Bằng                   |
| ------------------------------------------------------------------------- | -------- | -------------------------- |
| Vũ Đức Tùng 1' · Trần Trung Hiếu 3' · Bùi Đình Văn 7' · Từ Minh Quang 40' | Chi tiết | Nguyễn Huỳnh Thanh Huy 24' |

| Sanna Khánh Hòa                          | 2–3      | Thái Sơn Bắc                               |
| ---------------------------------------- | -------- | ------------------------------------------ |
| Nguyễn Văn Lương 11' · Kon Sơ My Ser 29' | Chi tiết | Nguyễn Văn Tuấn 14' · Vũ Đức Tùng 36', 40' |

| Cao Bằng           | 1–1      | Quảng Nam        |
| ------------------ | -------- | ---------------- |
| Ngô Trung Vinh 33' | Chi tiết | Ngô Chí Tiến 25' |

| Cao Bằng                                                                      | 4–1      | Sanna Khánh Hòa  |
| ----------------------------------------------------------------------------- | -------- | ---------------- |
| Nguyễn Huỳnh Thanh Huy 18' · Đặng Phi Tiến 24', 30' · Nguyễn Văn Quốc Huy 40' | Chi tiết | Lê Hoàng Hào 14' |

| Thái Sơn Bắc                       | 2–0      | Tân Hiệp Hưng |
| ---------------------------------- | -------- | ------------- |
| An Lâm Tới 29' · Ngọ Minh Tiến 38' | Chi tiết |               |

| Tân Hiệp Hưng     | 1–1      | Cao Bằng              |
| ----------------- | -------- | --------------------- |
| Huỳnh Tấn Lực 36' | Chi tiết | Nguyễn Tuấn Thành 24' |

| Quảng Nam                                                 | 3–5      | Sanna Khánh Hòa                                                                   |
| --------------------------------------------------------- | -------- | --------------------------------------------------------------------------------- |
| Lê Anh Tuấn 23' · Ngô Chí Tiến 28' · Nguyễn Hoàng Sơn 30' | Chi tiết | Kon Sơ My Ser 2' · Phạm Thành Sơn 4', 39' · Lê Hoàng Hào 7' · Pi Năng Thái An 37' |

| VT | Đội             | ST | T | H | B | BT | BB | HS | Đ  | Thăng hạng hoặc xuống hạng |
| -- | --------------- | -- | - | - | - | -- | -- | -- | -- | -------------------------- |
| 1  | Thái Sơn Bắc    | 4  | 4 | 0 | 0 | 12 | 3  | +9 | 12 | Lọt vào Vòng chung kết     |
| 2  | Tân Hiệp Hưng   | 4  | 2 | 1 | 1 | 7  | 5  | +2 | 7  | Lọt vào Vòng chung kết     |
| 3  | Cao Bằng        | 4  | 1 | 2 | 1 | 7  | 7  | 0  | 5  | Lọt vào Vòng chung kết     |
| 4  | Sanna Khánh Hòa | 4  | 1 | 0 | 3 | 9  | 12 | −3 | 3  |                            |
| 5  | Quảng Nam       | 4  | 0 | 1 | 3 | 5  | 13 | −8 | 1  |                            |

## Vòng chung kết
|  | Trận tranh hạng 5 | Trận tranh hạng 5 | Trận tranh hạng 5 |  |     | Play-off hạng 5–8 | Play-off hạng 5–8 | Play-off hạng 5–8 |  |     | Tứ kết              | Tứ kết                       | Tứ kết |     |             | Bán kết                      | Bán kết | Bán kết |     |                              | Chung kết           | Chung kết         | Chung kết |
|  |                   |                   |                   |  |     |                   |                   |                   |  |     |                     |                              |        |     |             |                              |         |         |     |                              |                     |                   |           |
|  |                   |                   |                   |  |     |                   |                   |                   |  |     | T11                 | Thái Sơn nam                 | 1 (0)  |     |             |                              |         |         |     |                              |                     |                   |           |
|  |                   |                   |                   |  |     |                   |                   |                   |  |     | T11                 | Đà Nẵng FC                   | 1 (2)  |     |             |                              |         |         |     |                              |                     |                   |           |
|  |                   |                   |                   |  |     | T15               | Thái Sơn nam      | 3 (2)             |  |     |                     |                              |        |     | T17         | Đà Nẵng FC                   | 5       |         |     |                              |                     |                   |           |
|  |                   |                   |                   |  |     | T15               | Tân Hiệp Hưng     | 3 (3)             |  |     |                     |                              |        |     | T17         | Kardiachain Sài Gòn          | 2       |         |     |                              |                     |                   |           |
|  |                   |                   |                   |  |     |                   |                   |                   |  | T13 | Kardiachain Sài Gòn | 1                            |        |     |             |                              |         |         |     |                              |                     |                   |           |
|  |                   |                   |                   |  |     |                   |                   |                   |  |     | T13                 | Tân Hiệp Hưng                | 0      |     |             |                              |         |         |     |                              |                     |                   |           |
|  | T20               | Tân Hiệp Hưng     | 1                 |  |     |                   |                   |                   |  |     |                     |                              |        |     |             |                              |         |         |     | T22                          | Đà Nẵng FC          | 3 (2)             |           |
|  | T20               | Cao Bằng FC       | 3                 |  |     |                   |                   |                   |  |     |                     |                              |        |     |             |                              |         |         | T22 | Sanvinest Sanatech Khánh Hòa | 3 (3)               |                   |           |
|  |                   |                   |                   |  |     |                   |                   |                   |  |     | T12                 | SHK Nghệ An                  | 2 (2)  |     |             |                              |         |         |     |                              |                     |                   |           |
|  |                   |                   |                   |  |     |                   |                   |                   |  |     | T12                 | Thái Sơn Bắc                 | 2 (1)  |     |             |                              |         |         |     |                              |                     |                   |           |
|  |                   |                   |                   |  | T16 | Thái Sơn Bắc      | 0                 |                   |  |     |                     |                              |        | T18 | SHK Nghệ An | 0 (1)                        |         |         |     |                              |                     |                   |           |
|  | Trận tranh hạng 7 | Trận tranh hạng 7 | Trận tranh hạng 7 |  |     | T16               | Cao Bằng FC       | 3                 |  |     |                     |                              |        |     | T18         | Sanvinest Sanatech Khánh Hòa | 0 (2)   |         |     | Trận tranh hạng 3            | Trận tranh hạng 3   | Trận tranh hạng 3 |           |
|  | T19               | Thái Sơn nam      | 2                 |  |     |                   |                   |                   |  |     | T14                 | Sanvinest Sanatech Khánh Hòa | 4      |     |             |                              |         |         |     | T21                          | Kardiachain Sài Gòn | 1 (3)             |           |
|  | T19               | Thái Sơn Bắc      | 1                 |  |     |                   |                   |                   |  |     | T14                 | Cao Bằng FC                  | 2      |     |             |                              |         |         |     |                              | T21                 | SHK Nghệ An       | 1 (2)     |

### Vòng tứ kết
| Thái Sơn nam                   | 1–1      | Đà Nẵng FC                |
| ------------------------------ | -------- | ------------------------- |
| Dương Ngọc Linh 15'            | Chi tiết | Nguyễn Trần Duy 30'       |
| Loạt sút luân lưu              |          |                           |
| Nguyễn Mạnh Dũng · Cổ Trí Kiệt | 0–2      | Trần Tuyền · Vũ Quốc Hưng |

| SHK Nghệ An                                     | 2–2      | Thái Sơn Bắc                                     |
| ----------------------------------------------- | -------- | ------------------------------------------------ |
| Nguyễn Thịnh Phát 7' · Nguyễn Hữu Thiện 16'     | Chi tiết | Vũ Đức Tùng 19', 23'                             |
| Loạt sút luân lưu                               |          |                                                  |
| Nguyễn Thịnh Phát · Lý Đăng Hưng · Lâm Tấn Phát | 2–1      | Nguyễn Thành Tín · Vũ Đức Tùng · Nguyễn Văn Tuấn |

| Kardiachain Sài Gòn       | 1–0      | Tân Hiệp Hưng |
| ------------------------- | -------- | ------------- |
| Phạm Trương Hoàng Nam 15' | Chi tiết |               |

| Sanvinest Sanatech Khánh Hòa                                                       | 4–2      | Cao Bằng FC                    |
| ---------------------------------------------------------------------------------- | -------- | ------------------------------ |
| Trần Văn Thanh 26' · Nguyễn Thanh Sang 30' · Mai Thành Đạt 35' · Phan Khắc chí 40' | Chi tiết | Nguyễn Huỳnh Thanh Huy 1', 25' |

### Trận phân hạng 5—8
| Thái Sơn Nam                                 | 3–3            | Tân Hiệp Hưng                                                 |
| -------------------------------------------- | -------------- | ------------------------------------------------------------- |
| Cổ Trí Kiệt 16' · Lê Quốc Nam · Đặng Anh Tài | Chi tiết Video | Nguyễn Phước Quý Sang 11' · Nguyễn Xuân An · Trịnh Quang Vinh |
| Loạt sút luân lưu                            |                |                                                               |
| Lê Quốc Nam · Đặng Anh Tài · Ngô Ngọc Sơn    | 2–3            | Nguyễn Đắc Huy · Nguyễn Tấn Lực · Huỳnh Soan                  |

| Thái Sơn Bắc | 0–3            | Cao Bằng                                                 |
| ------------ | -------------- | -------------------------------------------------------- |
|              | Chi tiết Video | Trung Vinh 7' · Nguyễn Tuấn Thành · Lưu Quang Vũ ph.l.n' |

### Vòng bán kết
| Kardiachain Sài Gòn                   | 2–5            | Đà Nẵng                                                                            |
| ------------------------------------- | -------------- | ---------------------------------------------------------------------------------- |
| Nguyễn Hồng Kông 8' · Lê Công Hải 35' | Chi tiết Video | Hà Đức Ngọc 12' · Nguyễn Văn Hiếu 13', 17' · Đặng Phước Hạnh 32' · Võ Duy Bình 37' |

| SHK Nghệ An                                     | 0–0            | Sanvinest Sanatech Khánh Hòa                      |
| ----------------------------------------------- | -------------- | ------------------------------------------------- |
|                                                 | Chi tiết Video |                                                   |
| Loạt sút luân lưu                               |                |                                                   |
| Nguyễn Hữu Thiện · Lâm Tấn Phát · Đoàn Văn Định | 1–2            | Khổng Đình Hùng · Nguyễn Văn Hạnh · Phan Khắc Chí |

### Tranh hạng 7
| Thái Sơn Nam                   | 2–1            | Thái Sơn Bắc |
| ------------------------------ | -------------- | ------------ |
| Đặng Anh Tài · Dương Ngọc Linh | Chi tiết Video | An Lâm Tới   |

### Tranh hạng 5
| Tân Hiệp Hưng      | 1–3            | Cao Bằng                                                                |
| ------------------ | -------------- | ----------------------------------------------------------------------- |
| Nguyễn Đắc Huy 16' | Chi tiết Video | Đoàn Minh Mẫn 5' · Nguyễn Huỳnh Thanh Huy 23' · Nguyễn Văn Quốc Huy 36' |

### Trận tranh hạng ba
| Kardiachain Sài Gòn                                | 1–1            | SHK Nghệ An                                     |
| -------------------------------------------------- | -------------- | ----------------------------------------------- |
| Trần Chí Nhật 13'                                  | Chi tiết Video | Lâm Tấn Phát 18'                                |
| Loạt sút luân lưu                                  |                |                                                 |
| Nguyễn Văn Nghĩa · Trần Bá Tiến · Nguyễn Hồng Kông | 3–2            | Trần Nhật Trung · Lương Thái Huy · Lâm Tấn Phát |

### Trận chung kết
| Đà Nẵng                                                    | 3–3            | Sanvinest Sanatech Khánh Hòa                                        |
| ---------------------------------------------------------- | -------------- | ------------------------------------------------------------------- |
| Nguyễn Văn Hiếu 7' · Hà Đức Ngọc 19' · Đặng Phước Hạnh 27' | Chi tiết Video | Mai Thành Đạt 13' · Vũ Quốc Hưng 27' (ph.l.n) · Nguyễn Văn Hạnh 32' |
| Loạt sút luân lưu                                          |                |                                                                     |
| Nguyễn Trần Duy · Nguyễn Văn Hiếu · Vũ Quốc Hưng           | 2–3            | Khổng Đình Hùng · Nguyễn Văn Hạnh · Phan Khắc Chí                   |

## Tổng kết mùa giải
- Đội vô địch: Sanatech Khánh Hòa
- Đội hạng Nhì: Đà Nẵng
- Đội hạng Ba: Kardiachain Sài Gòn
- Giải phong cách: SHK Nghệ An
- Cầu thủ xuất sắc nhất: Mai Thành Đạt (số 3, Sanatech Khánh Hòa)
- Thủ môn xuất sắc nhất: Thủ môn Nguyễn Hoàng Anh (số 14, Sanatech Khánh Hòa)
- Cầu thủ ghi nhiều bàn thắng nhất: Nguyễn Văn Hiếu (số 10, Đà Nẵng, 3 bàn)

## Truyền hình
Các trận đấu được truyền hình trực tiếp trên các kênh sóng VTC3, VTC8, VOVTV.